# Cosgrove-Gletscher
Der Cosgrove-Gletscher ist ein kleiner Gletscher im ostantarktischen Kempland. Er fließt westlich des Mulebreen in die Stefansson Bay.
Entdeckt wurde er im Jahr 1956 bei einem Überflug im Rahmen der Australian National Antarctic Research Expeditions. Das Antarctic Names Committee of Australia (ANCA) benannte den Gletscher nach Mike Cosgrove, Funkverkehrsüberwacher auf der Mawson-Station im Jahr 1959.